# Nemertesia japonica
Nemertesia japonica is een hydroïdpoliep uit de familie Plumulariidae. De poliep komt uit het geslacht Nemertesia. Nemertesia japonica werd in 1907 voor het eerst wetenschappelijk beschreven door Stechow. 